# Devoluční válka
Devoluční válka (1667–1668) byla poměrně krátkou válkou mezi Francií a Španělskem (podpořeným dalšími spojenci), během níž vojska Ludvíka XIV. rychle převálcovala a obsadila Habsburky kontrolované Franche-Comté a Španělské Nizozemí. Většinu území pak byla Francie přinucena trojitou aliancí Anglie, Švédska a Spojených provincií vrátit Španělsku po ujednání míru v Cáchách.

## Mocenskopolitické pozadí
Ludvíkovy nároky na Španělské Nizozemí nebyly příliš silné: v roce 1659 spolu Francie a Španělsko uzavřely Pyrenejský mír, který ukončil 24 let trvající válečný stav mezi oběma státy. Touto mírovou smlouvou byl španělský král Filip IV. (1605–1665) nucen odevzdat Francii některá území a navíc musel souhlasit se sňatkem své dcery Marie Theresy (1638–1683) a francouzského krále Ludvíka XIV. (1638–1715). Dále bylo ujednáno, že se tímto sňatkem Maria Theresa explicitně zříká práv na dědictví po otci. Jako kompenzace této skutečnosti bylo Ludvíkovi přislíbeno peněžní věno v částce 500 000 zlatých écu; to však nebylo vyplaceno, čímž ujednání nebylo naplněno.
Když 17. září 1665 zemřel Filip IV., francouzský král bezprostředně vyhlásil nároky své rodiny na části Španělského Nizozemí a to: vévodství brabantské a limburské, Cambrai, markýzát antverpský, panství Mechelen, Geldry, hrabství Namur, Artois a Henegavsko, třetinu Svobodného panství burgundského a čtvrtinu vévodství lucemburského. Ludvík XIV. to opravňoval skutečností, že mu bylo přislíbeno věno, které nebylo vyplaceno, a že královnino odvolání jejího dědického práva proto bylo neplatné.
Francouzští právní učenci vyvozovali z této skutečnosti a z doložky o „devoluci“ (přenesení), že Španělské Nizozemí by neměl získat zatím nedospělý dědic španělského trůnu Karel II. Španělský (1661–1700), neboť se narodil až ve druhém manželství Filipa IV. Naproti tomu byla Maria Theresa výsledkem prvního manželství Filipa IV., a proto byla oprávněna zdědit Brabantské vévodství, a díky ní i její manžel, Ludvík XIV. Královna tato přirozená práva nemohla odvolat ani za své děti.
Nevlastní matka Marie Theresy, španělská královna Mariana (1634–1696), která se starala o vládní záležitosti místo svého nedospělého syna společně se svým zpovědníkem kardinálem Johannem Eberhardem Neidhardtem (1607–1681), tyto nároky odmítli, odkazujíce se na odvolání všech dědických práv Marií Theresou. V tom momentu začal francouzský král s přípravami na nové tažení proti Španělsku. Jeho schopný ministr financí Colbert zreorganizoval armádu a zvýšil počet vojáků z 50 000 na 80 000. Španělsko, jehož síly se drobily v politických rozepřích, nemohlo být Francii příliš rovnocenným soupeřem, neboť se navíc muselo vyrovnávat s mohutnou inflací.

## Politicko-diplomatické přípravy
Mezinárodní situace v roce 1667 byla velmi výhodná pro Francii. Španělsko již bylo několik let ve válce s Portugalskem (Válka za nezávislost Portugalska), která Španělsku přinášela téměř samé porážky a vázala největší část španělského vojenského potenciálu. Francie zprvu podporovala Portugalce vskrytu, později otevřeně. A tak tyto dva státy uzavřely spojenectví formálně 31. března 1667.
Dalším francouzským spojencem byly Spojené provincie. Potom, co Francie velmi dlouhou dobu podporovala Nizozemce ve válce proti Španělsku, vstoupily v roce 1662 obě země do obranné aliance. Ludvík XIV. horlivě usiloval o získání podpory Spojených provincií k dobývání Španělského Nizozemí, a proto započal s vyjednáváním. Spojené provincie byly v tu dobu ve válce s Anglií (Druhá anglo-holandská válka) a v generálních stavech panovaly obavy ze sblížení mezi Anglií a Francií, pokud by nepřistoupily na francouzské nabídky. Vlivný Grand Pensionary Johan de Witt (1625–1672) navrhl, aby bylo Španělské Nizozemí rozděleno mezi obě země. O takových plánech bylo již debatováno od roku 1663. Avšak podíl, který Ludvík XIV. požadoval pro sebe, popudil de Witta natolik, že již nikdy nebylo dosaženo dohody. V tu samou dobu navrhovali Španělé sestavit kombinovanou armádu, pokud by Francouzi zaútočili. De Witt však považoval španělskou vojenskou moc za příliš slabou a francouzský emisar otevřeně deklaroval, že holandské spojenectví se Španěly by znamenalo vyhlášení války Francii. Přestože francouzsko-holandská jednání nevedla k hmatatelným výsledkům, byl Ludvík XIV. přesvědčen o benevolenci Spojených provincií. Slíbil jim, že jim bude dělat prostředníka v jejich konfliktu s Anglií a nakonec, že by mohl sám vyhlásit válku Anglii, ač francouzské válečné námořnictvo nebylo plně zprovozněno, nebylo vystrojeno v příliš velkém rozsahu.
V důsledku toho zůstávala jedinou zbývající překážkou francouzské expanzi Svatá říše římská národa německého. Jako součást burgundského okruhu bylo Španělské Nizozemí předmětem zvláštní garance, zaručující společnou říšskou obranu těchto území, podle ujednání z Augšpurku z roku 1548 mezi Říší a Karlem V. (který byl též španělským králem). V případě francouzského útoku existovala možnost, že by říšské stavy mohly vyhlásit válku Říše proti Francii. Francouzští diplomaté byli však silně odhodláni tuto hrozbu eliminovat. Proto využili členství v Rýnské lize. Byly uzavřeny bilaterální smlouvy s Münsterskem, Arcibiskupstvím mohučským, Neuburskem, Kurfiřtstvím braniborským a Kurfiřtstvím kolínským, kterými se tyto říšské země zavázaly odepřít cizím vojskům vstup na svá teritoria a snažit se prosadit neutralitu Říše na říšském sněmu. Tím bylo zamýšlené francouzské tažení na východě chráněno před zákrokem Říše.
Dne 8. května 1667 Ludvík XIV. přednesl prohlášení k španělskému dvoru, v níž zopakoval své požadavky. Tato deklarace byla rovněž tak inzerována francouzskými ambasadory na každém evropském dvoře. Prezentovali tažení „krále Slunce“ ne jako vpád, ale jako vstup vojsk do zemí, které mu již po právu patří. Král sám osobně nazýval invazi vojsk „voyage“ čili výprava.